# Relações entre Namíbia e Rússia

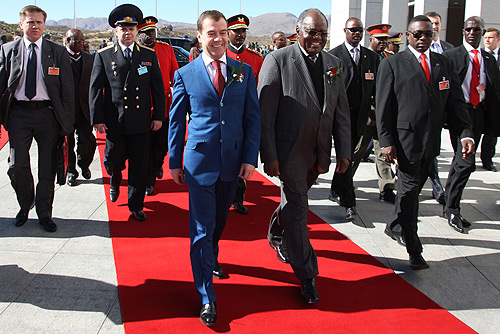
Presidente namibiano Hifikepunye Pohamba cumprimenta presidente russo, Dmitry Medvedev, em Windhoek, em 25 de Junho de 2009.

As relações entre Namíbia e Rússia referem-se à relação bilateral entre a Namíbia e a Rússia. A Namíbia tem uma embaixada em Moscou e a Rússia tem uma embaixada em Windhoek. Samuel Mbambo é o representante da Namíbia em Moscou, enquanto a Rússia está representada em Windhoek por Nicolai Gribkov. 

## Relações russo-SWAPO
A  União Soviética deu quantidades significativas de ajuda para o Exército Popular de Libertação da Namíbia (PLAN) durante a Guerra de Independência. Muitos líderes do movimento SWAPO na Namíbia receberam treinamento de guerrilha na União Soviética. Entre estes estavam Hifikepunye Pohamba, Petrus Iilonga, Erkki Nghimtina e Ngarikutuke Tjiriange. Com o fim do regime de apartheid da África do Sul impopular na Namíbia em 1990, a União Soviética e seu estado sucessor Rússia estabeleceu relações diplomáticas com o país. 

## Relações pós-independência
As relações entre a Namíbia e Rússia foram considerados "excelentes" em 2006 pelo Ministro da Educação da Namíbia Nangolo Mbumba, enquanto a Rússia expressou o desejo de relações ainda mais fortes, especialmente no campo econômico. Também em 2006, a Comissão Intergovernamental Namíbia-Rússia de Comércio e Cooperação Econômica foi oficialmente inaugurado durante uma visita do russo ministro dos Recursos Naturais Yuri Trutnev em Windhoek. Durante disse que a visita, o ministro disse que a Rússia estava interessado em investir em petróleo, energia hidroelétrica e turismo. Em 2007, o primeiro-ministro russo Mikhail Fradkov manteve discussões com o primeiro-ministro da Namíbia, Nahas Angula  e o presidente Hifikepunye Pohamba em relação à possibilidade de desenvolvimento de depósitos de urânio significativas da Namíbia com o objetivo decriação de uma usina de energia nuclear no país. Em 2008, Trutnev voltou a Namíbia, desta vez em Swakopmund, para atender na terceira anual da Comissão Intergovernamental. Top oficial do Ministério do Exterior Marco Hausiku e seu vice Lempy Lucas representado Namíbia em discussões com Trutnev.

Em junho de 2009, Dmitri Medvedev tornou-se o primeiro chefe de Estado russo a visitar a Namíbia. Medvedev foi acompanhado por empresários russos, com vista a assinar acordos sobre diamantes e energia.